# Bismarckia nobilis

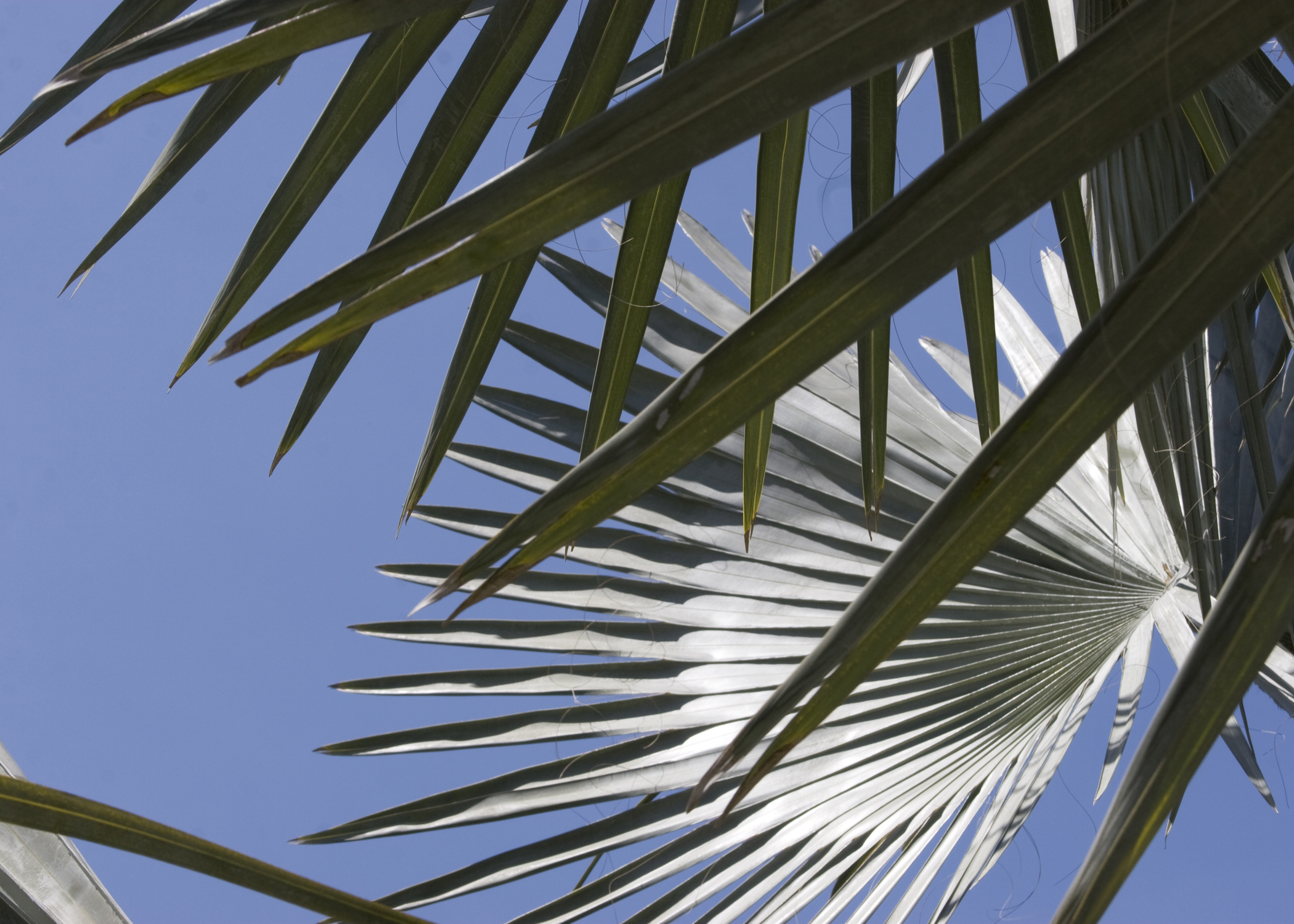
Liście

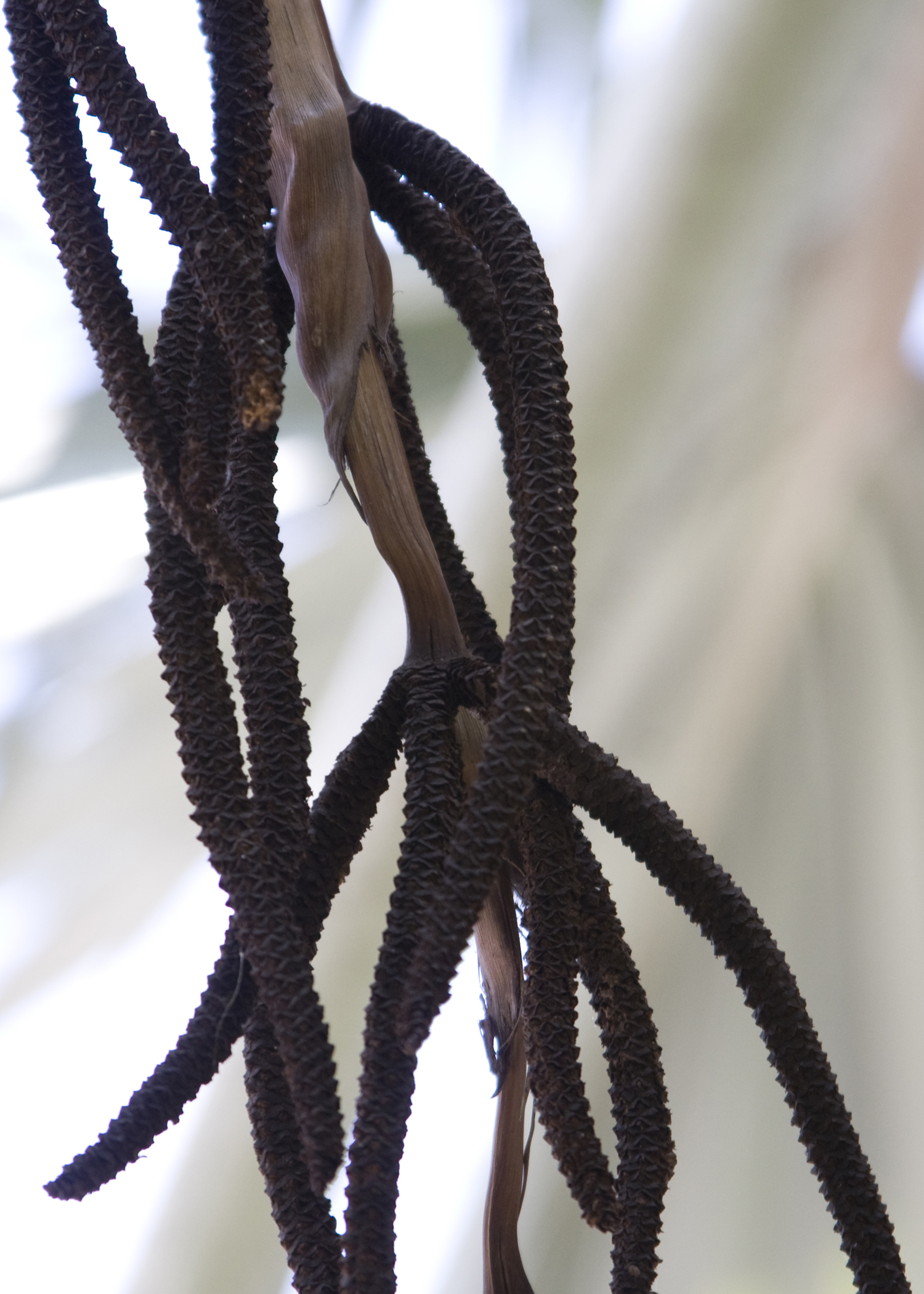
Kwiatostany

Bismarckia nobilis – jedyny gatunek z monotypowego rodzaju Bismarckia Hildebrandt et H. Wendland, Bot. Zeitung (Berlin) 39: 90, 93. 11 Feb 1881. Palma ta występuje naturalnie na terenie Madagaskaru, gdzie jest dość rzadka. Poza tym jednak jest szeroko rozpowszechniona w uprawie jako roślina ozdobna.

## Morfologia
PokrójDrzewo dorasta do 25 m wysokości. Posiada pokrój typowy dla palmy. Kłodzina ma brązową barwę i jest pomarszczona. Ma średnicę około 30 cm.
LiścieWielkie wachlarzowate liście wyrastają ponad prostą kłodzinę. Dorastają do 2,5 m długości. Barwa liści, od zielonego do stalowo-niebieskiego, uzależniona jest od pochodzenia osobnika. Liście są grube i ciężkie. Młode liście posiadają czerwone obwódki.
KwiatyZebrane w duże kwiatostany, które mają długość do 120 cm.
OwoceZebrane w zwisające owocostany. Są duże i błyszczące. Mają jajowaty kształt i ciemnobrązową barwę. Zawierają duże nasiona.

## Uprawa
Gatunek mało wymagający pod względem gleby. Najlepiej rośnie w strefach tropikalnej i subtropikalnej. Jest odporny na suszę. Jest to roślina wolno rosnąca, owadopylna i wiatropylna.

## Zastosowanie
Palma uprawiana jest jako ozdobna ze względu na okazałe liście.